# Kaufkrafttheorie
Die Kaufkrafttheorie der Löhne ist eine nachfrageseitige Wirtschaftstheorie in Form einer Lohntheorie. Sie besagt, dass bei Unterauslastung der Produktionsfaktoren einer Volkswirtschaft durch die Erhöhung von Löhnen auf Höhe der Produktivität inflationsfrei die Kaufkraft und somit die Nachfrage nach Konsumgütern gesteigert werden könne. Es entstünden sowohl direkt als auch indirekt neue Arbeitsplätze, da die Unternehmer die erhöhte Konsumfreude als Signal werten, mehr zu investieren.
Die Kaufkrafttheorie der Löhne wird unter anderem von Gewerkschaften zur Rechtfertigung von Lohnerhöhungen vertreten, der Begriff kam in den 1920er Jahren vor allem durch Fritz Tarnow auf. Als Beispiel für die Gültigkeit der Kaufkrafttheorie wird oft auf die Weltwirtschaftskrise in den 1930er Jahren verwiesen, als Lohnsenkungen nach Auffassung der Anhänger der Kaufkrafttheorie die Krise verstärkten. Einen weiteren positiven Effekt zum Wirtschaftswachstum sollen Skaleneffekte bringen. Da die Stückkosten bei steigender Produktion sinken, führe eine durch zusätzliche Kaufkraft entstehende stärkere Nachfrage zu einem Wohlstandsgewinn.

## Theoretische Begründung
Es wird von dem kreislauftheoretischen Zusammenhang ausgegangen, dass sich die Gesamtnachfrage in einem einfachen volkswirtschaftlichen Modell, ohne Staat, in einer geschlossenen Volkswirtschaft, also ohne Außenhandel, aus Konsum und Investitionen zusammensetzt.
Unterstellt man eine postkeynesianische Konsumfunktion, wonach die Konsumquote bei Lohneinkommensbeziehern höher ist als bei Gewinneinkommensbeziehern (so etwa bei Nicholas Kaldor), dann führen Lohnerhöhungen zu einer höheren Lohnquote und damit zu einer höheren Konsumnachfrage. Unter ansonsten gleichen Bedingungen würde die Gesamtnachfrage steigen.
Unterstellt man, dass die Investitionsnachfrage
- langfristig stabil ist, weil sie durch langfristige Erwartungen bestimmt wird, oder
- selbst positiv durch Nachfrageänderungen bestimmt wird, also mit steigender Gesamtnachfrage selbst steigt, oder
- durch dritte Größen, wie Zinssatz bestimmt wird, also nicht unmittelbar negativ auf steigende Löhne reagiert

führen steigende Löhne unter diesen Annahmen zu einer höheren Gesamtnachfrage, zu mehr Produktion und Beschäftigung.
Die Kostenwirkungen steigender Löhne können zudem gemildert werden, wenn steigende Skaleneffekte, also höhere Kapazitätsauslastungen, den Kostenanstieg dämpfen oder ausgleichen.

## Grafik der Kaufkrafttheorie und Gegenargumente

## Kritik
Sieht man Arbeitslosigkeit nicht als Ergebnis zu geringer Nachfrage, sondern als das Ergebnis zu hoher Lohnkosten, bewirken höhere Löhne eine noch höhere Arbeitslosigkeit.
Gibt es Engpässe in der Volkswirtschaft, können höhere Löhne nicht zu mehr Produktion und Beschäftigung führen.
Berücksichtigt man den Außenhandel und führen steigende Löhne zu steigenden Lohnstückkosten, dann mindert dies – bei konstantem Wechselkurs – die internationale Wettbewerbsfähigkeit, so dass steigender Konsumnachfrage ein sinkender Export gegenübersteht. Bei sinkendem Wechselkurs verteuern sich Importe.
Gegen eine kaufkraftorientierte Lohnpolitik spricht, dass möglicherweise vorliegenden positiven Skaleneffekten die direkten Kostenwirkungen steigender Löhne entgegenstehen. Im Regelfall werden daher insgesamt höhere Stückkosten und somit negative gesamtwirtschaftliche Wohlfahrtseffekte als wahrscheinlich erachtet.
Kritisiert wird andererseits das Argument, die Kaufkraftwirkung von Lohnerhöhungen werde gemindert, weil ein Teil des zusätzlichen Einkommens gespart, ein anderer Teil auf Nachfrage nach ausländischen Gütern (Importe) verwendet werden würde. Ersparnisse gelten aus dieser Sicht auch als nachfragewirksam, denn sie finanzieren investive Ausgaben oder Exportüberschüsse. Importe setzen voraus, dass Handelspartner auf Güter- oder Devisenmärkten existieren, die an inländischer Währung interessiert sind, das heißt inländische Nachfrage tätigen wollen.
Die Reaktion auf Lohnerhöhungen infolge gestiegener Preise wird „Zweitrundeneffekt“ genannt, wenn sie neue Kostensteigerungen und in deren Folge neue Preiserhöhungen nach sich ziehen. Die Spiralwirkung dieses Effektes trägt zur Gefährdung der Geldwertstabilität (Inflation) bei.
Heiner Flassbeck und Friederike Spieker halten „die Kaufkrafttheorie genauso fragwürdig wie ihr Gegenteil, die Gewinntheorie der Löhne“ (vgl. G-I-B-Formel). Die beiden Wissenschaftler beziehen sich dabei auf die Kaufkrafttheorie, nach der die Reallöhne stärker als die Produktivität steigen sollen. Die Symmetrie der ökonomischen Logik aber weist darauf hin, dass Lohnsteigerungen oberhalb der Produktivität auf Dauer so wenig die Kaufkraft erhöhen, wie Lohnsteigerungen unterhalb der Produktivität dauerhaft die Gewinne steigen lassen. Ähnlich äußerte sich die Arbeitsgruppe Konjunktur des DIW 1998. „Welches Ergebnis realistisch ist, kann nur empirisch entschieden werden. Auf theoretischer Ebene ist der Gesamteffekt unbestimmt.“